# Сергиевская слобода на Бору

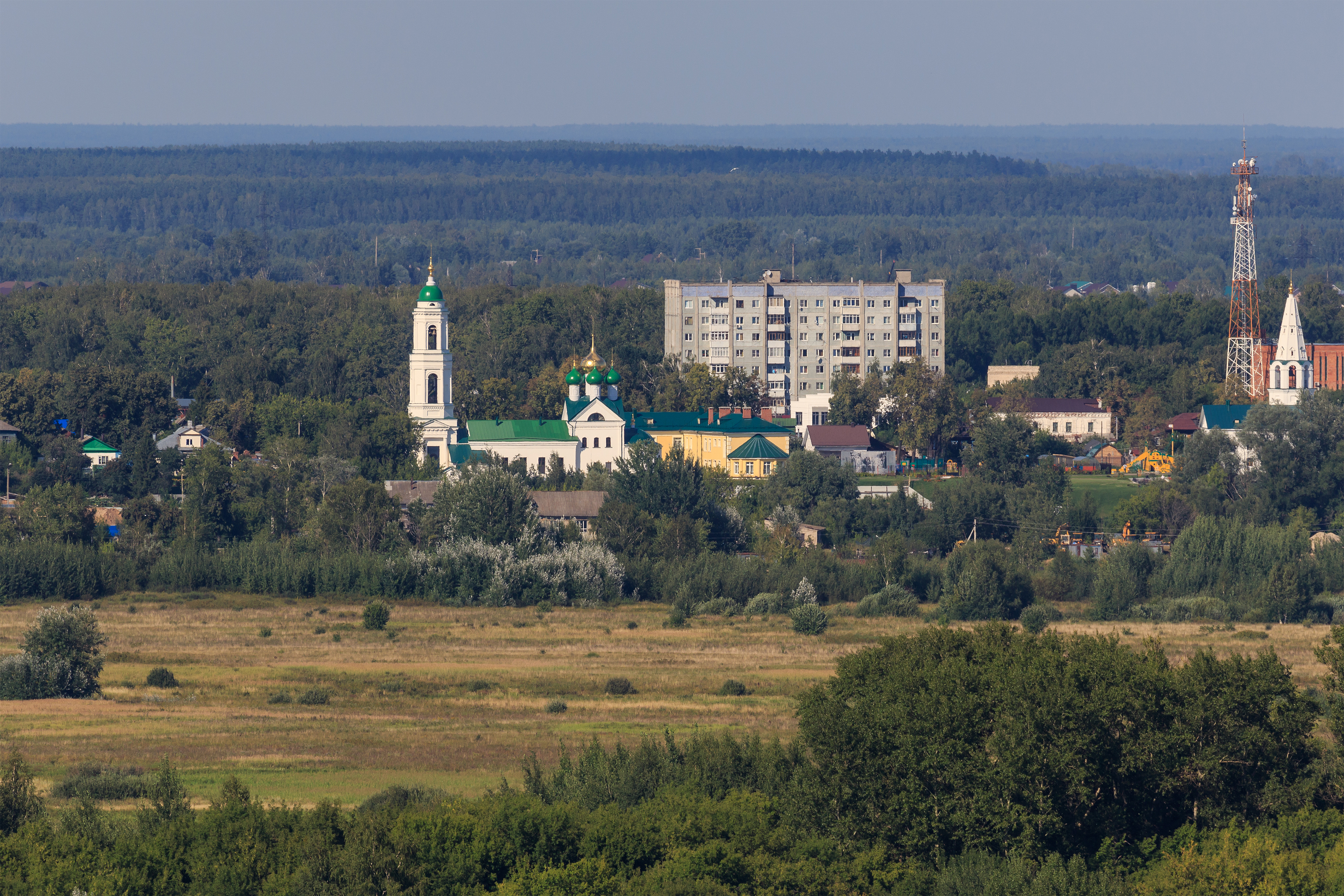
Вид на Сергиевский храм с Верхневолжской набережной Нижнего Новгорода

«Сергиевская слобода» — духовно-просветительский центр в городе Бор Нижегородской области. Открыт в 2014 году к 700-летию со дня рождения преподобного Сергия Радонежского на базе Знаменского и Сергиевского (до революции — Преображенского) храмов.
Комплекс включает православную гимназию имени святого благоверного князя Димитрия Донского, музей преподобного Сергия Радонежского, православный детский сад имени преподобного Сергия Радонежского, детский игровой городок «Пересвет» и памятник Сергию.

## Николо-Знаменский храм

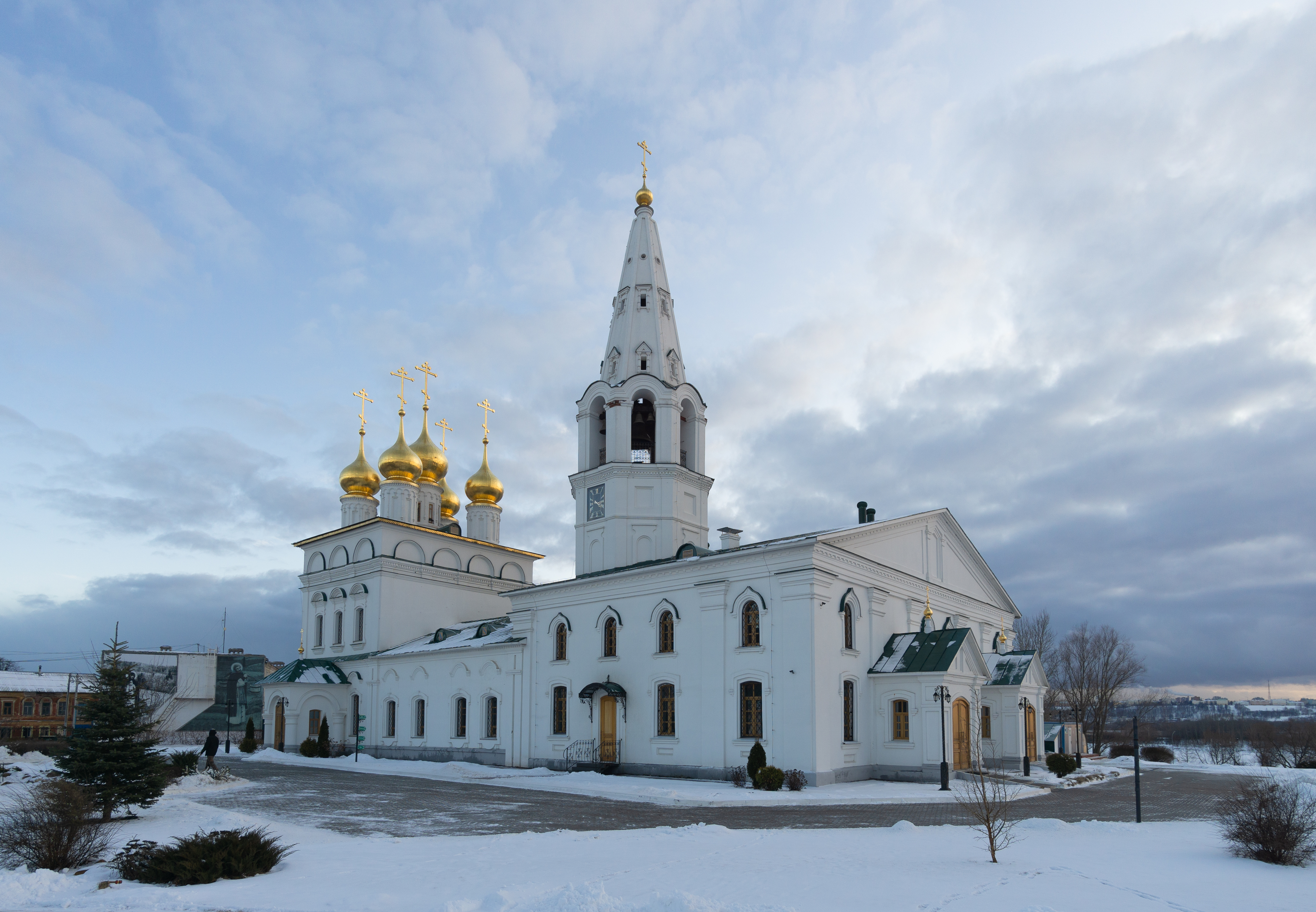
Николо-Знаменский храм

История города начиналась с храма в честь Николая Чудотворца. Первое упоминание о церкви датируется 1533 годом. Сначала это был деревянный, а затем каменный храм.
В 1778 году началось строительство каменной трёхпрестольной церкви, которое продолжалось 16 лет. Главный престол был освящён в честь иконы Пресвятой Богородицы «Знамение», приделы — в честь Усекновения главы Иоанна Предтечи и святого Николая. Новый храм по-прежнему называли Никольским.
Также приделы были в тёплой церкви, пристроенной с правой стороны, — в честь Рождества Христова и Благовещения Пресвятой Богородицы: вверху над папертью, под колокольней три — во имя святого апостола и евангелиста Иоанна Богослова, преподобных отцов Онуфрия Великого, Петра Афонского и святой преподобномученицы Евдокии. Последний придел, построенный в 1881 году, посвящался памяти убиенного императора Александра II. Храм стал уникальным по числу приделов. Только в 2000-х годах к Казанской церкви Дивеевского монастыря были пристроены восемь приделов.
Храм представлял собой огромное двухэтажное здание пятидесяти двух метров в длину, с трапезной, притворами и всходами, освященное в конце 1794 года. Особой достопримечательностью считалась колокольня с огромным колоколом, язык колокола весил более двухсот килограмм.
В 1931 году храм был закрыт, колокола с него сняты. Здание храма было частично разрушено и перестроено в хлебозавод. После возвращения храма Нижегородской епархии начались восстановительные работы. К 2007 году храм был вычищен изнутри и сломаны заводские пристрои. С прилегающей территории вывозили строительный мусор.
В 2011 году для восстанавливаемого Николо-Знаменского храма были изготовлены 5 колоколов весом от шести килограмм до пяти тонн. К этому времени велись работы по внешней отделке здания, готовились барабаны под установку куполов, велась кладка колокольни.
13 июля 2013 года митрополит Георгий совершил чин Великого освящения храма.
В 2014—2015 годах на втором этаже восстанавливаемого храма был размещен музей преподобного Сергия Радонежского. 31 июля 2015 года Знаменский храм посетил Святейший Патриарх Московский и всея Руси Кирилл и передал в дар икону Воскресения Христова.

## Сергиевский храм

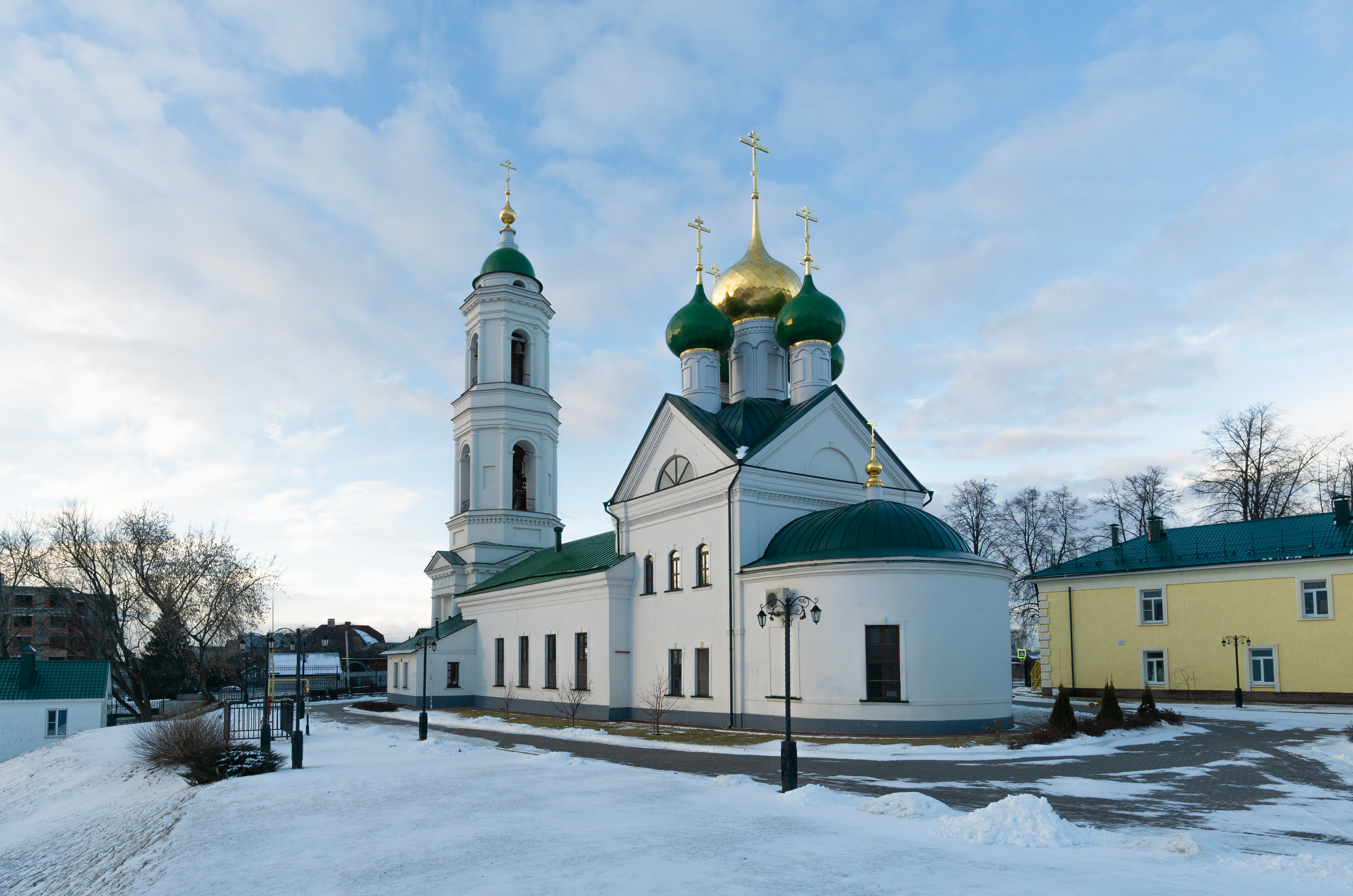
Сергиевская церковь

Строительство церкви началось в 1754 году. В 1757 храм был освящён.
В 1935 году церковь закрыли. Сначала решили переоборудовать её под клуб, потом в ней планировалась библиотека. В 1960 году церковь перестроили в Дом пионеров.
В 1991 году храм вернули верующим. Служба началась в 1995 году. В 2006 году Сергиевский храм закрыли на капитальный ремонт для воссоздания по дореволюционным чертежам.
9 сентября 2014 года храм был освящён Великим чином митрополитом Нижегородским и Арзамасским Георгием. Главе Нижегородской митрополии сослужили викарный епископ Балахнинский Илия, епископ Выксунский и Павловский Варнава, епископ Котласский и Вельский Василий, епископ Лысковский и Лукояновский Силуан, секретарь епархиального управления протоиерей Сергий Матвеев, наместник нижегородского Вознесенского Печерского монастыря архимандрит Тихон (Затёкин), наместник нижегородского Благовещенского монастыря архимандрит Александр (Лукин), руководитель отдела образования и катехизации Нижегородской епархии протоиерей Евгений Худин, благочинный Борского округа протоиерей Алексий Парфёнов и настоятель храма протоиерей Владимир Семёнов.